# فرانک پاسی
فرانک پاسی (انگلیسی: Franck Passi؛ زادهٔ ۲۸ مارس ۱۹۶۶) بازیکن فوتبال اهل فرانسه است.
از باشگاه‌هایی که در آن بازی کرده‌است می‌توان به باشگاه فوتبال کامپوستلا، آ.اس موناکو، باشگاه ورزشی مون‌پلیه، باشگاه فوتبال المپیک مارسی، باشگاه فوتبال بولتون واندررز، و باشگاه فوتبال تولوز اشاره کرد.
وی همچنین در تیم ملی فوتبال زیر ۲۱ سال فرانسه بازی کرده‌است.